# Coin (band)
Coin (vaak gestileerd als COIN) was een Amerikaanse indiepopband, opgericht in 2012 in Nashville (Tennessee). De band bestond uit Chase Lawrence (zang en synthesizer), Ryan Winnen (drums) en Joe Memmel (leadgitaar en achtergrondzang).
Coin bracht oorspronkelijk twee ep's uit, in 2012 en 2013: respectievelijk Saturdays en 1992. Vervolgens kregen ze in 2015 aandacht in de gevestigde media met de hoofdsingle Run van hun titelloze debuutalbum, dat werd geproduceerd door Jay Joyce en later datzelfde jaar door Columbia Records werd uitgebracht. De band behaalde verder succes in 2016 met de hoofdsingle Talk Too Much van het tweede studioalbum How Will You Know If You Never Try, dat op 21 april 2017 werd uitgebracht. Het nummer was hun eerste hit in de Billboards hitlijst Alternative Songs.

## Geschiedenis
COIN werd opgericht in 2012 door Chase Lawrence, Ryan Winnen, Joe Memmel en Zach Dyke. Lawrence, Memmel en Dyke waren studenten aan de Belmont University. Lawrence en Memmel waren klasgenoten die vaak naast elkaar zaten in lessen muziektheorie. Nadat ze besloten hadden om samen muziek te gaan schrijven, werden Winnen en Dyke via wederzijdse vrienden aan hen voorgesteld. De band besloot toen dat ze muziek nodig hadden, zodat promotors ze konden boeken om live te spelen, dus namen ze vier nummers op hun school op en brachten ze gratis uit op internet. Toen ze lokale shows in Nashville begonnen te spelen, trok de band al snel een zeer enthousiaste en loyale live aanhang. Voorafgaand aan de publicatie van hun debuutalbum brachten ze de twee ep's Saturdays eind 2012 en 1992 in 2013 uit. Het nummer Atlas werd in augustus 2013 als single uitgebracht vanaf de ep 1992. Time Machine werd in oktober 2013 uitgebracht als een niet-album single. Zowel Atlas als Time Machine werden later opnieuw opgenomen en op het debuutalbum van de band gezet. In maart 2014 bracht de band een opnieuw opgenomen versie van hun nummer It's Okay uit als een niet-album single.
De band bracht begin 2015 hun single Run uit en werd door Billboard geprezen als 'new wave crash-course survivors', bestemd om de Nashville-stempel te doorbreken. Het nummer kreeg positieve recensies, evenals veel airplay op Sirius' radiostation Alt Nation. Halverwege het jaar bracht de band hun titelloze debuutalbum uit, geproduceerd door Jay Joyce. Hun debuutalbum Coin werd uitgebracht op 9 juni 2015. Na te hebben getoerd voor de publicatie van hun eerste album, bracht de band in mei 2016 de eerste single Talk Too Much uit van hun tweede album. In februari 2017 bracht de band I Don't Wanna Dance uit als de volgende single van hun aanstaande album. In maart 2017 werd een opnieuw opgenomen versie van hun nummer Malibu van hun ep 1992 uitgebracht als de eerste promotionele single, met de nieuwe titel Malibu 1992. Twee weken later, op 23 maart 2017, kondigde de band de titel aan van hun tweede album How Will You Know If You Never Try. Na de aankondiging van het album bracht de band op 31 maart 2017 de tweede promotionele single Feeling uit. Het album werd wereldwijd uitgebracht op 21 april 2017.
Op 8 februari 2018 werd de single Growing Pains uitgebracht als vervolg op het album van 2017. Het nummer staat op hun tourneesetlist. De volgende single Simple Romance werd uitgebracht op 12 oktober 2018, de derde single Cemetery debuteerde op 16 november 2018. De vierde single I Want it All werd uitgebracht op 10 januari 2019. En de vijfde single, vermoedelijk het laatste nummer voor het album Crash My Car, debuteerde op 13 juni 2019. Hun derde album Dreamland werd uitgebracht op 21 februari 2020. Sinds hun oprichting in 2012 heeft de band verschillende tournees gedaan. In 2015 openden ze voor veel artiesten, waaronder Neon Trees en Colony House. Ze gingen dat jaar ook op tournee voor de publicatie van hun titelloze debuutalbum. In 2016 bleven ze openen voor bands. Enkele van de bands waarmee ze toerde waren onder meer de Bad Suns en Saint Motel. Na het uitbrengen van hun tweede album How Will You Know If You Never Try, speelden ze 36 shows in de Verenigde Staten. De Noord-Amerikaanse How Will You Know If You Never Try-tournee vond plaats in 2017 en 2018.
In oktober 2018 speelden ze drie shows in de Filipijnen als verlengstuk van hun vorige tournee. In februari en maart 2019 toerden ze op 13 locaties tijdens hun Paradise of Thought-tournee. In de zomer van 2019 toerden ze door 24 steden en ondersteunden ze Young the Giant en Fitz & The Tantrums. In het najaar van 2019 gingen ze op hun Album 3 Part 1-tournee, waar ze op 23 locaties in de Verenigde Staten en Canada speelden. In 2020 kondigden ze hun Dreamland Tour aan die verschillende staten in de Verenigde Staten zou bestrijken. Helaas moesten ze tijdens deze tournee verschillende shows uitstellen vanwege de COVID-19-uitbraak. Ze zijn nog steeds gepland om te openen voor de band 5 Seconds of Summer in mei 2020 voor hun Britse tournee. Door de jaren heen heeft COIN ook op verschillende festivals gespeeld, waaronder Lollapalooza, SandJam Festival, Music Midtown en vele anderen.
COIN kondigde op 28 januari 2025 via Instagram aan dat de band niet langer door kan gaan. 

## Bezetting
Huidige bezetting
- Chase Lawrence (leadzang, synthesizer, 2012-heden)
- Ryan Winnen (drums, 2012-heden)
- Joe Memmel (leadgitaar, achtergrondzang, 2012-heden)
- Matt Martin (toerbassist, 2018-heden)

Voormalige leden
- Zachary Dyke (basgitaar, 2012-2018)

## Discografie

### Singles
- 2013:	Atlas
- 2013: Time Machine
- 2014:	It's Okay
- 2015:	Run
- 2016:	Talk Too Much
- 2016: How Will You Know If You Never Try
- 2017:	I Don't Wanna Dance
- 2018:	Growing Pains
- 2018: Simple Romance
- 2018: Cemetery
- 2019:	I Want It All
- 2019: Crash My Car
- 2019: Let It All Out (10:05)
- 2020:	Youuu
- 2020:	Valentine

### Albums
- 2015: COIN (cd/vinyl/download, Startime, Columbia)
- 2017: How Will You Know If You Never Try (cd/lp/download, Startime, Columbia)
- 2020: Dreamland
- 2021: Rainbow Mixtape
- 2022: Uncanny Valley

### Muziekvideo's
- 2015:	Run
- 2016:	I Would
- 2016: Talk Too Much
- 2017:	I Don't Wanna Dance
- 2018:	Simple Romance
- 2019:	I Want It All
- 2020: Into My Arms